# Медаль «Военный пограничный инцидент»
Медаль «Военный пограничный инцидент» — медаль Маньчжоу-го, учреждённая императорским эдиктом № 310 от 5 ноября 1940 года в память о боях с монгольскими и советскими войсками на Халкин-Голе в период с мая по сентябрь 1939 года. Медалью награждались: участники боевых действий (в том числе мед. персонал); работники тыла; люди, чья работа была связана с инцидентом.
Большинство награждённых — японские военные и сотрудники тыла Маньчжоу-го.

## Описание медали
Медаль представляет собой правильный круг, диаметром 30 мм, выполненный из латуни. Крепится к ленте шарнирной подвеской и планкой, на которую нанесены четыре символа кандзи, которые переводятся как «военная медаль».
На аверсе медали выполнен герб Маньчжоу-Го — орхидея, внизу — часть земного шара, в центре — голубь с распростёртыми крыльями, окруженный стилизованным изображением облаков на фоне расходящихся лучей света. На реверсе медали по центру справа налево проходят четыре иероглифа, означающие «пограничный инцидент». Над надписью и под ней — изображения облаков.
Лента шириной 37-мм выполнялась из муарового шелка, от центральной — золотой части ленты, шириной 9.5 мм шли сначала жёлтые полоски, шириной 4.25 мм каждая, и синие полоски, шириной 9.5 мм каждая.
Футляр выполнялся из красного картона. На крышке футляра была надпись золотыми иероглифами — 国境事変従軍記章 (Пограничная медаль Почета).
- Внешний вид футляра для медали.
- Медаль в футляре
- Наградной лист